# الراعي الأناضولي
الراعي الأناضولي كلبُ رعاة انحدر من عائلة كلاب الدِّرواس القديمة في آسيا الصغرى. كما أنها معروفة باسم الكاراباش أو كلب الحراسة التركي.
يعد كلب الراعي الأناضولي ضخمًا وذا بنية قوية. يتراوح ارتفاعه بين 66 و81سم عند الكتف ووزنه بـين 41 و68كجم. له رأس كبير وعينان بنيَّتان ذهبيَّتان وأُذنان على شكل سبعة متدليتين قريبًا من الرأس. وله صدر عريض وظهره طويل وقوي. وغالبًا يجر ذيله الطويل نحو الأسفل. وله فروكثيف وقصير ولونه أصفر شاحب أو بني فاتح مائل إلى الرماديّ، وفي حالات كثيرة له علامات سوداء على خطمه وأُذنيه.
لقد تم استيلاد كلب الراعي الأناضولي من أجل القتال وصيد الذئاب وحراسة الغنم. وهو لا يزال يُسْتَخدم كلب حراسة وكلبَ غنم.